# Jaume Balius i Mir
Jaume Balius i Mir (Barcelona, 1904 - Ieras, Provença-Alps-Costa Blava, 13 de desembre de 1980) fou un periodista i escriptor anarquista català.

## Trajectòria

### Orígens
Va néixer en el si d'una família burgesa de Barcelona. Va cursar estudis de batxillerat i es va matricular en la facultat de medicina.

### Inicis catalanistes
El seu temperament idealista el portarà durant la seva joventut al catalanisme insurreccional del coronel Francesc Macià i a Estat Català. El 1922 s'afilià a Acció Catalana, i pren part en les manifestacions catalanistes de 1923; dos anys més tard va ser un dels signants del manifest Bandera Negra, i implicat en el complot de Garraf contra el rei Alfons XIII d'Espanya i en els preparatius d'un Exèrcit Català secret, és torturat i empresonat a la presó model de Barcelona. En poc temps és posat en llibertat i s'exilia en França, on va participar en els fets de Prats de Molló. Alhora va contactar amb els cercles comunistes de Joaquim Maurín.
En produir-se la proclamació de la república va tornar a Barcelona i de la mà de Maurín i de Jordi Arquer i Saltor es va afiliar al Bloc Obrer i Camperol, organització a mig camí entre el catalanisme i el marxisme, però al cap de poc es va sentir decebut per les ambicions dirigistes dels seus caps i les seves connivències amb la petita burgesia catalanista.

### Anarquisme i Guerra civil
Impressionat per la insurrecció de Fígols, es va fer anarquista, apadrinat en els mitjans llibertaris per noms de prestigi com Pablo Ruiz, Bru Lladó, Francisco Pellicer, Lliberto Carrerons, Alexandre Gilabert o Eusebi Carbó. Fou detingut durant la insurrecció anarquista de gener de 1933 i durant els fets del 6 d'octubre de 1934.
Pertanyia a la FAI des de 1932 i a la CNT des de 1936. Participà activament en els combats als carrers de Barcelona durant el cop d'estat del 18 de juliol de 1936. Balius va ser elegit vicepresident del Sindicat de Periodistes i va entrar en el Grup Sindical d'Escriptors Catalans, escrivint per a Ideas, Ruta, Superación i Tiempos Nuevos. El 26 de gener de 1937 se li va oferir la direcció del periòdic La Noche, antic òrgan azañista en mans dels seus treballadors.
Va exercir d'articulista i periodista en la premsa llibertària del moment, així per a Tierra y Libertad, Solidaridad Obrera, Solidaritat, CNT, Cultura Obrera, Despertar i Más Lejos.

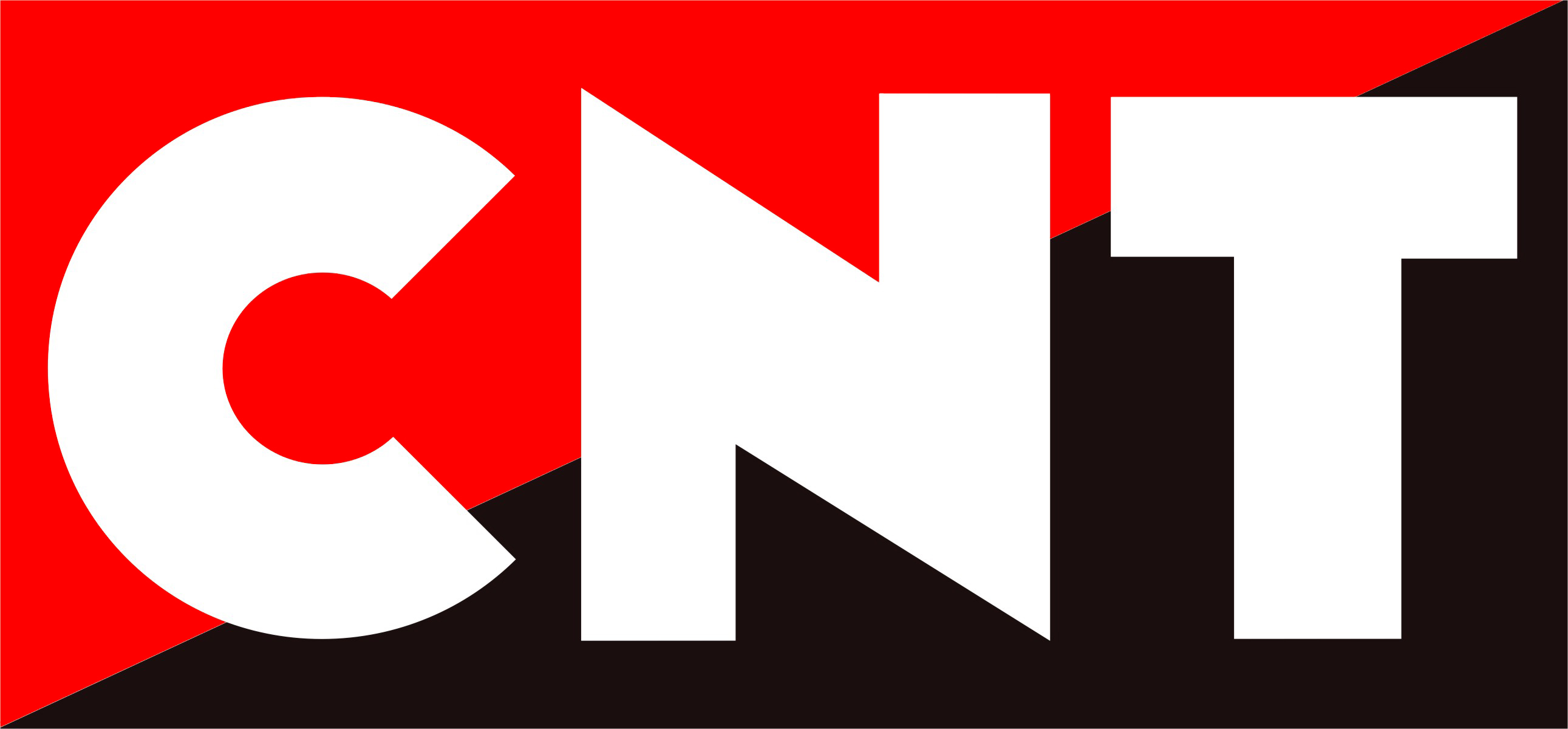
Logotip de la CNT.

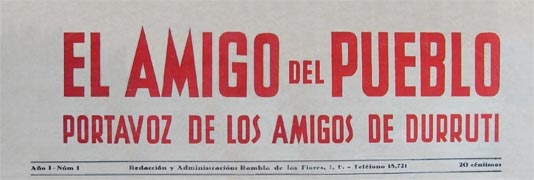
Primer número de El Amigo del Pueblo, Portavoz de los Amigos de Durruti, òrgan de Los Amigos de Durruti.

El 15 de març de 1937 creà l'Agrupació dels Amics de Durruti, al costat de Félix Martínez i Pablo Ruiz, antics membres de la Columna Durruti, arran del decret de militarització de les milícies, i comença a editar (a partir del 19 de maig) el periòdic El Amigo del Pueblo, il·legalitzat després de la publicació dels seus primers nombres i que pren el seu títol de L'Ami du peuple, de Marat. L'objectiu del grup és lluitar contra el que consideren com una posició reformista de la CNT i contra l'abandament de les conquestes de 1936. Els Amics de Durruti estan en desacord amb la participació ministerial de la CNT en el govern català i espanyol. El grup també està en desacord amb la militarització de les milícies obreres.
Arran dels fets de Maig (1937), en els quals s'aproximaria al POUM, la seu de l'agrupació va ser clausurada i Balius portat als calabossos, des d'on continuaria escrivint para El Amigo del Pueblo. Va poder sortir poc després de la presó, sent nomenat secretari de l'Agrupació i empresonat de nou. El gener de 1938 escriurà "Cap a una nova revolució", un dels seus textos més coneguts.

### Exili, 1939-1980
En finalitzar la guerra a Catalunya al gener de 1939 s'exilià de nou a França, on gestà el Grup franco-espanyol d'"Els Amics de Durruti". Quan s'iniciï la invasió alemanya, Balius aconseguirà sortir del territori francès en l'últim vaixell noliejat pel SERE el 1940. Va desembarcar a Santo Domingo, des d'on va poder aconseguir Cuba i arribar per fi a Mèxic, país en el qual va romandre disset anys. El 1961 tornà a París, on exercirà com a redactor per Le Combat Syndicaliste i Tierra Libre, periòdics de la CNT en l'exili francès.
El 1978, l'historiador britànic Paul Sharkey tradueix i edita en anglès "Cap a una nova revolució", al que Balius li afegirà un pròleg, "Fa 40 anys...", que ha passat a formar part de l'obra.
Mor en la residència Beau Séjour, a Ieras, al districte de Toló, el 13 de desembre de 1980.